# リヴァー・フェニックス
リヴァー・ジュード・フェニックス（英: River Jude Phoenix、旧姓: ボトム/Bottom、1970年8月23日 - 1993年10月31日）はアメリカ合衆国出身の伝説的映画俳優。非凡な演技力と哀愁でジェームズ・ディーンの再来と騒がれ、23歳で非業の死を遂げる。代表作は『スタンド・バイ・ミー』。オスカー俳優のホアキン・フェニックスは弟。
2024年4月、リヴァー・フェニックスの唯一の恋愛映画の名作で日本劇場未公開(全米限定公開)だった『恋のドッグファイト』のBlu-rayがクライテリオン・コレクションからリリースされた。製作中、最もこだわりと対立を生んだ作品がレガシーとして認められ始めた。

## 生い立ち
1970年8月23日(午後12時3分)、アメリカ合衆国オレゴン州マドラスで、カトリック教徒で大工の父、ジョン・リー・ボトム(1947-2015)と、ハンガリー系＝ロシア系正統派ユダヤ教徒の母、アーリン・ドュネッツ(別名：ハート・フェニックス,1944-)との間の5人の子の長男として誕生した。
名はリバー・ジュード・ボトム。ファーストネームはヘルマン・ヘッセの小説『シッダールタ』の中の「生命の川（River of Life）」、ミドルネームはビートルズの楽曲「ヘイ・ジュード」に由来する。
1973年に家族でカルト宗教団体「神の子供たち」（現在のファミリー・インターナショナル）に入り、両親が宣教師となったことで幼少期は南アメリカの各地を転々とした。
1977年、家族は「神の子供たち」から離脱し帰国、カリフォルニア州のロサンゼルスに移る。灰から甦るフェニックスのように自分たちの新しい人生への再生の意味を込め、家族でファミリーネーム自体をフェニックス（Phoenix）に改めた。
帰国後も妹と共に路上パフォーマンスで生活費を稼ぎエージェントの目に留まった。TV出演後、映画『スタンド・バイ・ミー』で世界的に注目されるようになる。

## 俳優業

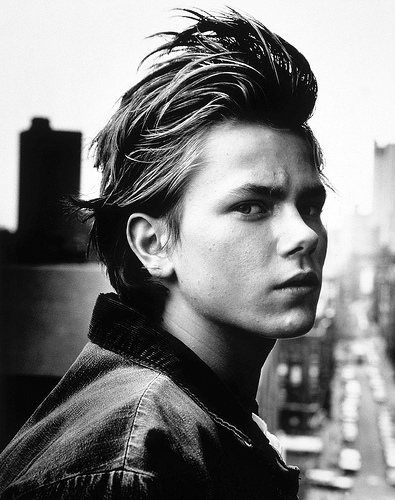
リバー・フェニックス

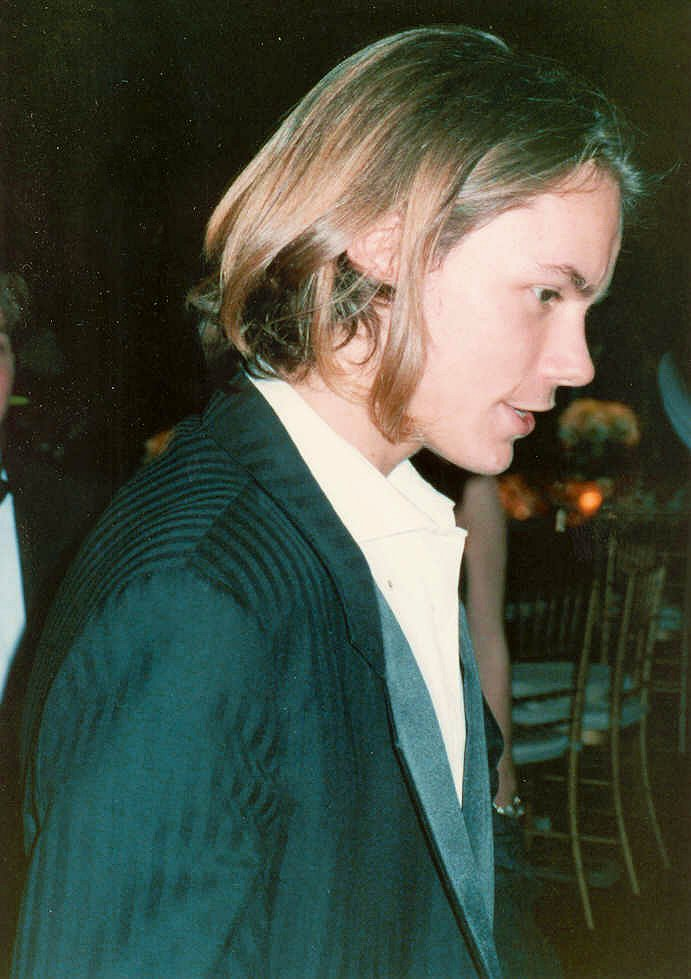
リバー・フェニックス
1989年3月

母がNBCの職に就き、エージェントはアイリス・バートンで10歳でテレビに初出演、広告やテレビシリーズの仕事を経て、1985年『エクスプロラーズ』で映画俳優としてデビューした。主演のイーサン・ホークも『スタンド・バイ・ミー』のオーディションを受けていた。

### 不朽の名作
1986年、15歳で演じた『スタンド・バイ・ミー』のクリス役で世界的にブレイクした。無名の少年達が主役のため配給会社が決まらず非常に難航、試写結果も散々、ゴリ押しで最終的にコロンビア・ピクチャーズに決定したがその経緯についてマイケル・オーヴィッツは元コロンビアのプレジデントで当時ユニバーサルの会長だったフランク・プライスに「人間関係が壊れるかもしれないというくらいの強いプレッシャーをかけ、彼の影響力を行使してもらったのだ」と回顧録で振り返っている。フランク・プライスは自宅の試写で2人の娘がリヴァーに恋をしたため心が動いた。
1988年の『旅立ちの時』でアカデミー助演男優賞にノミネートされスターダムへ駆け上がっていった。
『モスキート・コースト』(86)で父子を演じたハリソン・フォードから『インディ・ジョーンズ／最後の聖戦』(89)のフォード演じるヘンリー・ジョーンズJr.の若き日のオファーを受け、リヴァーは躍動感ある華やかな演技でオープニングを飾った。ハリソンは1993年にリヴァーの死を受けて「彼は私の息子を演じたんだ。そして私は、彼を息子のように愛していた」(米NY Times)。

### 『Dogfight (1991)』の闘い
無名の名作『Dogfight (1991)』(邦題「恋のドッグファイト」)は、若者にヒットする青春映画を望むワーナー・ブラザースとナンシー・サヴォカ監督に意見の対立があり、リヴァーはサヴォカが新しいページを書いていないこと、そして彼女が監督としてそこにいないこと(降板)を知った時、再撮影への参加を拒否した。「サヴォカはこの若き俳優がスタジオに立ち向かう勇気に畏敬の念を抱いています」。リリ・テイラーとの共演は素晴らしく、「今までの女性の共演者で良かったのは？」という質問に「断トツでリリ・テイラーだ」と答えている。
1991年の『マイ・プライベート・アイダホ』でヴェネツィア国際映画祭の男優賞を受賞した。アメリカ国立フィルム登録簿（2024年選出)

## 急逝

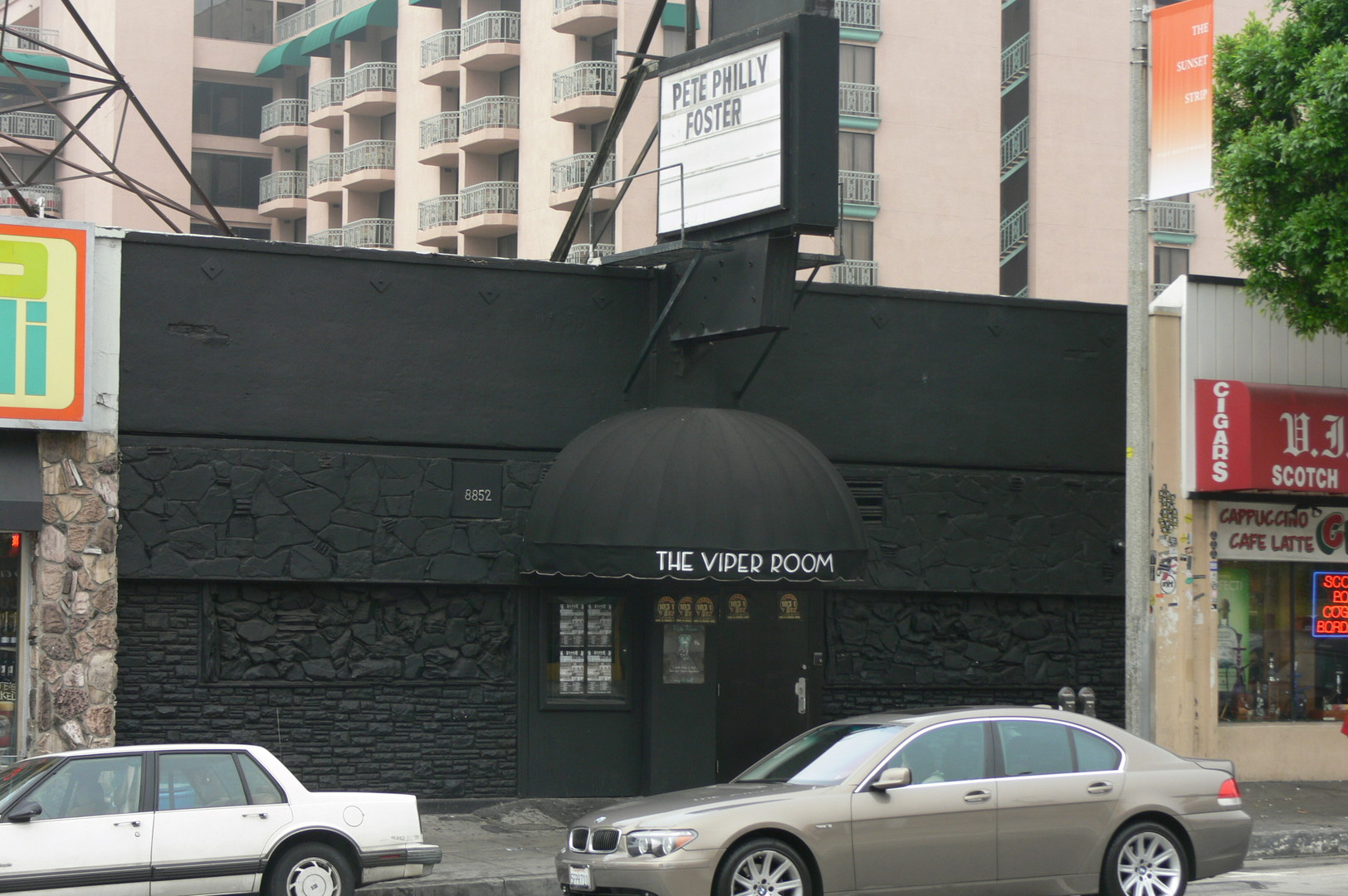
ザ・バイパー・ルーム

1993年、弟のホアキンと共に訪れたウェスト・ハリウッドでジョニー・デップが経営しているナイトクラブ「ザ・ヴァイパー・ルーム」の入口付近にて、ヘロインとコカインの過剰摂取が原因で倒れ、病院に搬送されるが心不全で死去した。
当時、レッド・ホット・チリ・ペッパーズを一時脱退していたジョン・フルシアンテとはドラッグ仲間で、死の直前にも共にヘロインなどを摂取していた。倒れて搬送される際には、親友であったフリーが救急車に同乗し、彼の最期を看取った。
遺体は火葬され、フロリダ州の家族の農場のお気に入りの木の後ろに遺灰は撒かれた。とてもプライベートな儀式でロブ・ライナー等数人が出席した。
ファンは最期の地であるザ・ヴァイパー・ルームを弔問することが多い。

## 遺作
2012年9月、未完成のままお蔵入りされていた遺作『ダーク・ブラッド』（1993年）が、ジョルジュ・シュルイツァー監督の地元オランダでプレミア上映された。病身で制作にあたり完成後2014年9月20日亡くなった。(82歳没)
『インタビュー・ウィズ・ヴァンパイア』の撮影予定について、米『プレミア』誌に「吸血鬼にあまり興味がわかないんだ。救いなのはインタビューする役で客観的に見ていられることだね。」「エロティックなシーンと血まみれのシーンとが背中合わせって言うのが不気味だよ。吸血鬼の世界ではそれがセクシーなんだろうね。」と語っていた。リバーの死後、クリスチャン・スレーターがこの役を演じ、エンドクレジットで「In Memory of River Phoenix1970-1993」と悼辞が映し出された。

## 家族
弟であるホアキン・フェニックスは、1990年代後半以降は俳優として成功している。ホアキンが初めて主役級の役を得たのは1995年、ガス・ヴァン・サント監督の『誘う女』で、ニコール・キッドマンと共演した。また、『Her/世界でひとつの彼女』で共演し、2016年に結婚したルーニー・マーラとの第一子には、リヴァーと名付けた。2019年の『ジョーカー』で第77回ゴールデングローブ賞ドラマ映画部門の主演男優賞、第92回アカデミー賞でアカデミー主演男優賞を受賞した。
妹のレイン・フェニックスもヴァン・サント監督の映画『カウガール・ブルース』に出演。一番下の妹である女優サマー・フェニックスは俳優ケイシー・アフレック（ベン・アフレックの弟）と兄ホアキン・フェニックスを通じて知り合った。二人の間には2004年5月男児が生まれ長兄のリヴァーが出演した映画『インディ・ジョーンズ』シリーズにちなんで「インディアナ・オーガスト」と名づけたという。2008年に二人目の男児を出産したが2016年3月にケイシーと離婚した。ケイシーは同年公開した『マンチェスター・バイ・ザ・シー』でアカデミー主演男優賞を受賞した。

## 交友関係
今もリヴァーについて現在形で話す親友のキアヌ・リーブスが最初にリヴァーに会ったのは、当時のリヴァーの恋人マーサ・プリンプトンや弟のホアキンが出演する映画「バックマン家の人々」(89)の撮影現場だった。その後、『殺したいほどアイ・ラブ・ユー』(90)、『マイ・プライベート・アイダホ』(91)で共演。
2021年米男性誌「Esquire」で、「彼は本当に特別な人だった。独創的でユニークで頭がよく才能があって、猛烈にクリエイティブだった。思慮深い。勇敢で、そして面白い。闇でもあり光でもあったよ。彼と知りあえて本当に良かった。心を揺り動かされた。いまでも会いたい」。
1991年7月『マイ・プライベート・アイダホ』を携えて来日したリヴァー「僕としては自分が理解されにくくて、敬遠されるタイプだとわかっていた。だからこそ、そんな僕をキアヌが好きになってくれたことがすごく嬉しかったんだ」。　　
『モスキート・コースト』(86)、『旅立ちの時』(88)の共演女優、マーサ・プリンプトンと恋愛関係だったが破局、その後も友人関係が続き『恋のドッグファイト』(91)のプレミアには2人で出席していた。最後の恋人は『愛と呼ばれるもの』(93)で共演したサマンサ・マシスだった。
レッド・ホット・チリ・ペッパーズのメンバーとは親交が深く、「ブレイキング・ザ・ガール」のMVにカメオ出演している。アルバム『ワン・ホット・ミニット』収録の「トランセンディング」は、アンソニー・キーディスとフリーがリバーを追悼するために作った。

## 環境保護・動物保護
『スタンド・バイ・ミー』でファンになった当時の日本人達は髪が伸びグラビアに登場するようになったリヴァーに「カッコ良すぎるのでは」と驚いていたが、「僕の家にトラックで何台も日本からプレゼントが届く。僕には使い切れない。僕に使うお金は環境保護や動物保護に使って欲しい。」の映画誌の本人の言葉に更に驚いていた。
「金を持てるようになったらしたいことは一つ。ブラジルのアマゾン熱帯雨林を何千エーカーも買い取り、誰にも開発させないようにする」
『インタビュー・ウィズ・ヴァンパイア』でリヴァーの代役でダニエル・マロイを演じたクリスチャン・スレーターは報酬の全額(約25万ドル)をリヴァーが支援していた動物保護団体に寄付した。

### ヴィーガン
リヴァー・フェニックスの生前あったメディアの様々な誤報の一つに「ヴィーガンは両親の信念」というのがあり、兄について長く沈黙を続けたホアキンの証言を待たなければならず、ヴィーガンは漁船で無残に魚が虐殺されるのを見た幼少期の体験による自発的なものだった。
リヴァーは生涯ヴィーガンとしての生き方を貫き、飼い犬もヴィーガンを徹底しているという本人のインタビューが残っている。
マーサ・プリンプトン「15歳の時、リヴァーとマンハッタンで豪華なディナーに出かけ、私はソフトシェルクラブを注文した。彼はレストランを出て泣きながらパークアベニューを歩き回った。私が外に出ると彼は言った。『君をとても愛しているのにどうして?』」
『スタンド・バイ・ミー』の宣伝のために来日した際に、入った蕎麦屋の蕎麦つゆに鰹節が使われていることを知り、思わず箸を置いたという出来事を『笑っていいとも』で語った。

## エピソード
お気に入りの映画は『未来世紀ブラジル』、『カッコーの巣の上で』、『ダイナー』、『ブレックファスト・クラブ』、『眺めのいい部屋』。
繰り返し観る映画はロブ・ライナー監督の『スパイナル・タップ』。『スパイナル・タップ2』がライナー監督で2025年9月12日の公開(アメリカ)が予定されている。監督も前作に引き続き架空のドキュメンタリー監督、マーティン・ディベルギー役として自ら出演するほか、エルトン・ジョンやポール・マッカートニー、ガース・ブルックスなど豪華な顔ぶれがカメオ出演予定。
ほかに繰り返し見る映画は『メル・ブルックス／珍説世界史PARTI』、『アニー・ホール』、『スター・ウォーズ／帝国の逆襲』、『おかしなおかしな大追跡』。
イギリスのロックバンドXTCの大ファンであったという。
好きなシンガー　デヴィッド・ボウイ、ドアーズ、ポリス、スティーヴィー・ワンダー、ビートルズ。
亡くなる年（1993年）の夏に『Jack and Jill』のAdam 役での出演を監督のアニエスカ・ホランドへ要望していた。
父、ジョン・リー・ボトム(1947-2015)は1997年離婚、死去している。
海外の愛称は「ヴィーガンのジェームズ・ディーン」だった。
『モスキート・コースト』（1986年）のピーター・ウィアー監督　「彼は必ず映画スターになるだろう。演技力とは別の何かだ。ローレンス・オリヴィエでさえリバーが持っていたものはなかった」
来日回数は2回。1987年4月、「スタンド・バイ・ミー」のプロモーションのため(両親、弟妹全員同伴)、2回は1991年6月、「マイ・プライベート・アイダホ」のプロモーションのため(恋人のみ同伴)。
2012年、母アーリン(ハート)・フェニックスは非営利団体River Phoenix Center for Peacebuildingを共同設立した。
2025年版『Stand by Me (Ben E. King )』当時の姿で出演。
全CM出演を拒否していたといわれる。記録もない。

### ホアキンの才能を見抜く
ジョーカーを演じた弟のホアキン・フェニックスが2019年、第44回トロント国際映画祭で功労賞「TIFF トリビュート・ アクター・アワード」を受賞した際の言葉。「私が15歳、16歳だったある日、兄のリヴァーが、『レイジング・ブル』のVHSテープを持って仕事から帰宅した。彼は私にその映画を見せてくれて、翌朝も私を起こすと、もう一度見せた。それで『お前は演技をやるんだ。これがお前のやることなんだよ』と、僕の意志を確認することなく俳優として生きていけと言われたんだ」
「兄はぼくに名前をまたホアキンに戻してはどうかとすすめ、それから半年ぐらい経ってフロリダにいる時、キッチンで兄が言ったんだ。『おまえは俳優になる。おまえはおれ以上に有名な俳優になる』とね。ぼくは母と顔を見合わせて『リヴァーはいったいなにを言ってるんだ？』って感じだった」。

## 「神の子供たち」
ホアキン・フェニックスの完全否定。1991年にリヴァーフェニックスが雑誌『ディテール』に、教団のため自分は4歳で性体験をしたと語ったことについて「あれをほんとうに信じているのかい？」「あんなの100パーセント冗談だよ。マスコミをコケにしただけさ。文字通りのジョークだ。兄はマスコミからくだらない質問をされることに辟易していたんだから」。
「両親は絶対に不注意な人たちではなかった」両親を慕うリヴァーとホアキンにとって教団の犠牲者にしたがるマスコミのゴシップは失笑と嫌悪でしかなかった。
リヴァーの死後、尽きることのない神話と陰謀説が渦巻く中、マスコミの容赦ない詮索から逃れるために一家はコスタリカに移住した。「私たちはすべてから立ち去りました。あれはひどすぎました。新聞各紙ときたら。私たちはその一切を見ることなく、ただその場から立ち去ったのです」母、ハートの言葉 。

## 麻薬中毒
反麻薬活動をおこなっていたリヴァー自身が急性麻薬中毒で倒れ、検事が詳細な解剖結果を公表した。体内に致死レベル（致死量の8倍）のヘロインとコカインが存在していた。さらに彼の体内にはエフェドリン、バリウム、マリファナも存在していたという。検視官によると胃からは薬物は検出されず、体には痕跡も見つからなかったという。その後、薬物は鼻を吸うことによって摂取されたと推測された。検視報告書には公式死因は「急性多剤中毒」と記載されている。
彼がいつの時点でハードドラッグを初めて使用したのか詳細には何もわかっていない。彼の反麻薬活動はパフォーマンスではなく彼の死に様で分かる通り、ハードドラッグに足を踏み入れては絶対にならないのだ。「彼は水から出た魚のように見えました」「痙攣的に暴れ、頭を左右に振り、腕を激しく振り回していた。」午前1時14分、完全な心停止に陥る。1993年10月31日の午前1時51分に死亡宣告された。弟ホアキン・フェニックスの911通報の音声

## 主な出演作品

### 映画
| 公開年 | 邦題 原題                                                                | 役名                               | 備考              | 日本語吹替                                                                                                  |
| ------ | ------------------------------------------------------------------------ | ---------------------------------- | ----------------- | --- |
| 1985   | エクスプロラーズ Explorers                                               | ウォルフガング・ミューラー         |                   | 安達忍 |
| 1986   | スタンド・バイ・ミー Stand by Me                                         | クリス・チェンバーズ               |                   | 難波克弘（ANA機内上映版） 梶野博司（フジテレビ版） 高山みなみ（VHS・DVD版） 村上想太（BD版）                |
| 1986   | モスキート・コースト The Mosquito Coast                                  | チャーリー・フォックス             |                   | |
| 1988   | ジミー さよならのキスもしてくれない A Night in the Life of Jimmy Reardon | ジミー・レアドン                   |                   | 島田敏 |
| 1988   | リトル・ニキータ Little Nikita                                           | ジェフ・グラント                   |                   | 三ツ矢雄二                                                                                                  |
| 1988   | 旅立ちの時 Running On Empty                                              | ダニー・ポープ                     |                   | |
| 1989   | インディ・ジョーンズ/最後の聖戦 Indiana Jones and the Last Crusade       | 少年時代のインディアナ・ジョーンズ |                   | 山口健（VHS版） 草尾毅（フジテレビ版） 鳥海勝美（日本テレビ版） 岩永哲哉（テレビ朝日版） 加藤木賢志（BD版） |
| 1990   | 殺したいほどアイ・ラブ・ユー I Love You to Death                         | ディーボ                           |                   | 中原茂 |
| 1991   | 恋のドッグファイト Dogfight                                              | エディ・バードレース               |                   | |
| 1991   | マイ・プライベート・アイダホ My Own Private Idaho                        | マイク・ウォーターズ               |                   | 成田剣 |
| 1992   | スニーカーズ Sneakers                                                    | カール・アーボガスト               |                   | 宮本充（VHS版） 佐々木望（日本テレビ版）                                                                    |
| 1993   | アメリカン・レガシー Silent Tongue                                       | タルボット・ロー                   |                   | |
| 1993   | 愛と呼ばれるもの The Thing Called Love                                   | ジェームズ・ライト                 | 遺作              | 宮本充 |
| 1993   | ダーク・ブラッド Dark Blood                                              | ボーイ                             | 遺作 2013年に公開 | 小松史法 |

### テレビドラマ
| 公開年 | 邦題 原題                         | 役名               | 備考                        |
| ------ | --------------------------------- | ------------------ | --------------------------- |
| 1984   | セレブリティー Celebrity          | ジェフィー（11歳） | ミニシリーズ                |
| 1985   | アーサー・ヘイリーの ホテル Hotel | ケビン             | 1エピソード、クレジットなし |
| 1985   | ファミリータイズ Family Ties      | ユージーン         | 1エピソード                 |